# 萨雅 (上加龙省)
萨雅（法語：Sajas）是法国上加龙省的一个市镇，属于米雷区（Muret）里耶于梅县（Rieumes）。该市镇总面积5平方公里，2009年时的人口为98人。

## 人口
萨雅人口变化图示